# Фарис (мифология)
Фарис (др.-греч. Φάρις) — персонаж древнегреческой мифологии. Сын Гермеса и данаиды Филодамии.
Фарис был основателем и эпонимом города Фары в Мессении и полиса с таким же названием в Ахее.
В «Илиаде» Гомера и у Павсания приводится описание потомков Фариса. У Фариса была одна дочь Телегона. Она родила от речного бога Алфея Ортилоха. Ортилох был отцом Диоклеса, у которого в свою очередь родились близнецы Орсилох и Крефон, убитые во время Троянской войны Энеем. У Диоклеса, кроме сыновей-близнецов участников осады Трои, была дочь Антиклея. От сына Асклепия Махаона у неё родились Никомах и Горгас, унаследовавшие от одного деда царство, а от другого дар лечить болезни.